# Crónica aragonesa de 1305
La Crónica aragonesa de 1305, también llamada Crónica de los estados peninsulares o Crónica navarro-aragonesa, es una historia general de España escrita en aragonés y centrada en este reino y sus orígenes legendarios en los reyes de Sobrarbe (que se anteponen a los de Navarra), cuya primera redacción fue culminada en 1305, y su ampliación en 1328. Según Ubieto Arteta (1981, pp. 50—51) fue escrita por un monje del monasterio de Montearagón.
Sus fuentes son, principalmente, la Historia de rebus Hispaniae del Toledano a través de su versión aragonesa Estoria de los godos (1253) y las Crónicas de San Victorián, además de la historia oral. Su autor señala que «así lo troban en algunas lures corónicas, et especialment en las de Sant Vitorián de Ribagorza». A su vez sirvió de fuente para la versión ampliada de la Crónica de San Juan de la Peña.
La crónica parece falta del comienzo (que relataría la conquista islámica) y su final, que comprendería los últimos reyes de Aragón. Tienen un tratamiento profuso algunos episodios históricos relevantes en la historia de Aragón, como la batalla de Alcoraz (por la que se ganó Huesca), las intervenciones del Cid en este reino o las conquistas de Alfonso I el Batallador, de quien se destaca su expedición militar por Andalucía.

## Ediciones
- Crónica de los Estados peninsulares: texto del siglo XIV. estudio preliminar, edición e índices a cargo de Ubieto Arteta, Antonio. Universidad de Granada. 1955.